# Барон Брейбрук

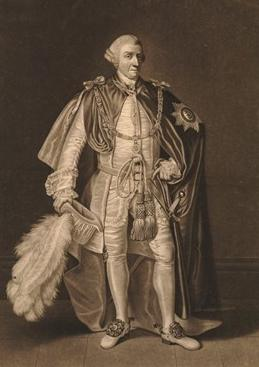
Фельдмаршал Джон Гриффин Уитвелл, 4-й барон Говард де Уолден, 1-й лорд Брейбрук, 1-й барон Брейбрук Нортгемптонский

Лорд Брейбрук, барон Брейбрук в графстве Нортгемптон — наследственный титул в системе Пэрства Великобритании.

## История
Титул барона Брейбрука был создан 5 сентября 1788 года для Джона Гриффина, 4-го барона Говарда де Уолдена (1717—1797), с правом наследования для его четвероюродного брата Ричарда Невилла-Алдворта. Лорд Говард де Уолден был сыном Уильяма Уитвелла и Энн Гриффин (ум. 1770), дочери Джеймса Гриффина, 2-го барона Гриффина из Брейбрука (1667—1715), который был сыном Эдварда Гриффина, 1-го барона Гриффина из Брейбрука (ум. 1710), и его жены леди Эссекс Говард, старшей дочери Джеймса Говарда, 3-го графа Саффолка и 3-го барона Говарда де Уолдена (1606—1688). В 1749 году Джон Уитвелл принял фамилию «Гриффин», и в том же году он был избран в парламент от Андовера (1749—1784). С 1784 по 1797 год — лорд-лейтенант Эссекса. В 1784 году Джон Гриффин был вызван в парламент как 4-й барон Говард де Уолден. Этот титул находился в ожидании владельца после смерти его прадеда, Джеймса Говарда, 3-го графа Саффолка (1619—1689), в 1689 году. Кроме того, титул барона Гриффина из Брейбрука ранее носили предки его матери. Титул угас в 1743 году после смерти его дяди, 3-го барона Гриффина из Брейбрука. В 1788 году Джон Гриффин стал пэром Великобритании и членом Палаты лордов, получив титул барона Брейбрука.

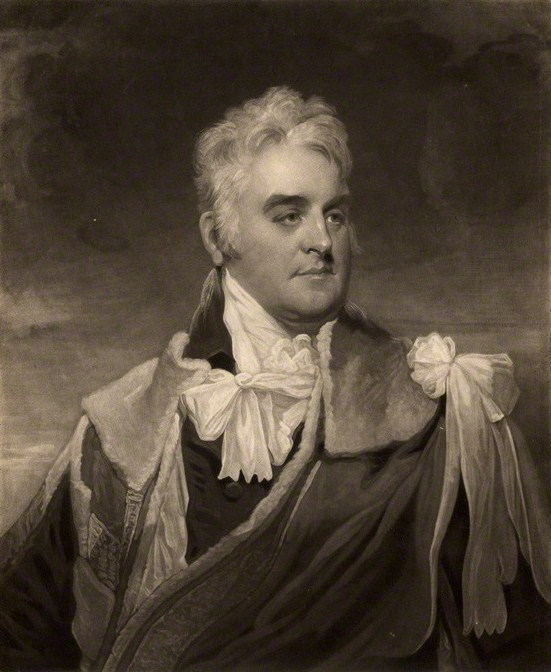
Ричард Гриффин, 2-й барон Брейбрук, 1810 год

В 1797 году после смерти Джона Гриффина, 1-го лорда Брейбрука и барона Говарда де Уолдена, титул барона Говарда де Уолдена снова оказался в состоянии ожидания. А титул барона Брейбрука унаследовал его родственник, Ричард Невилл-Алдворт, 2-й барон Брейбрук (1750—1825). Кроме того, он получил во владение семейное гнездо Одли Энд в графстве Сассекс (также ему принадлежал Биллингбер Парк в графстве Беркшир). В том же 1797 году он получил по королевской лицензии фамилию «Гриффин» для себя, своего старшего сына и одной из своих дочерей (один из его младших сыновей, Джордж Невилл-Гренвилл, был деканом Виндзора). Ранее Ричард Невилл-Алдворт представлял в Палате общин Грэмпаунд (1774—1780), Бакингем (1780—1782) и Рединг (1782—1797), а также служил лордом-лейтенантом Эссекса (1798—1825). Лорд Брейбрук был мужем Кэтрин Гренвилл (1761—1796), дочери бывшего премьер-министра Великобритании Джорджа Гренвилла.
Их старший сын, Ричард Гриффин, 3-й барон Брейбрук (1783—1858), заседал в Палате общин от Тирска (1805—1806), Салташа (1807), Бакингема (1807—1812) и Беркшира (1812—1825).
Латимер Невилл, 6-й барон Брейбрук (1827—1904), был мастером колледжа Магдалины (Кембриджский университет) в течение более 50 лет (1853—1904).
Лейтенант гренадерского гвардейского полка Ричард Генри Корнуоллис Невилл, 8-й барон Брейбрук (1918—1943), погиб во время военных действий в Тунисе 23 января 1943 года и был похоронен на кладбище в Меджис-эль-Бабе.
Его двоюродный племянник (правнук 6-го барона) — Робин Генри Чарльз Невилл, 10-й барон Брейбрук (1932—2017) — стал преемником своего отца в 1990 году. Он служил лордом-лейтенантом Эссекса в 1992—2000 годах и был удостоен звания почётного доктора университета Эссекса в июле 2000 года. У лорда Брейбрука было семь дочерей, но не было сыновей. Наследником титула стал его пятиюродный племянник Ричард Ральф Невилл — прапраправнук Джорджа Невилла-Гренвилла (1789—1854), декана Виндзора (1846—1854), третьего сына 2-го барона Брейбрука.

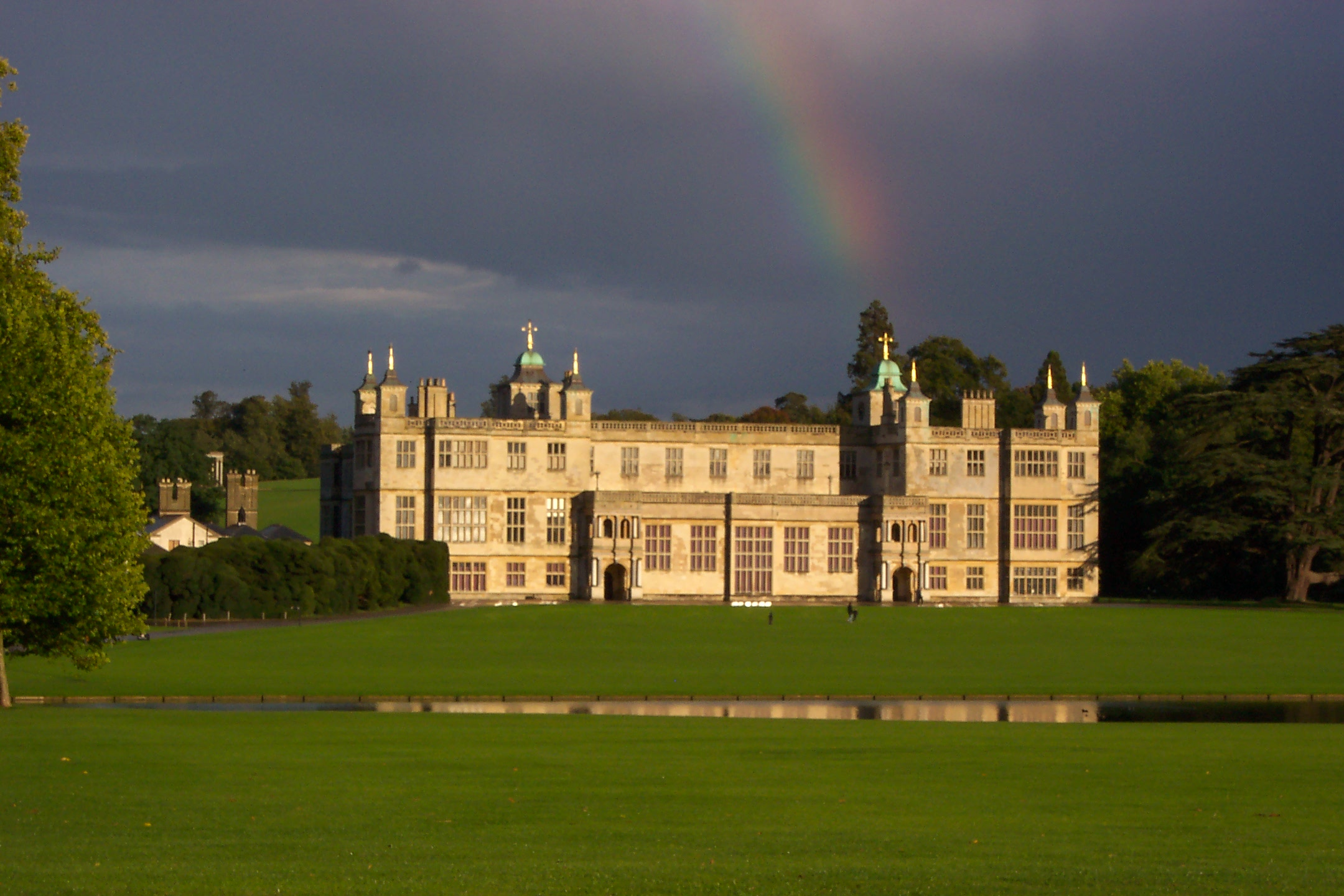
Одли Энд хаус, бывшая резиденция баронов Брейбрук

Фамильная резиденция — Биллингбер-хаус в графстве Беркшир. Дом сгорел в 1924 году. Одли Энд хаус был продан в 1948 году Министерству общественных работ Великобритании, а затем был передан организации Английское наследие. Лорд Брейбрук является потомственным попечителем колледжа Магдалены в Кембридже.

## Бароны Брейбрук (1788)
- 1788—1797: Джон Гриффин Гриффин, 4-й барон Ховард де Уолден, 1-й барон Брейбрук (при рождении Джон Гриффин Уитвелл; 13 марта 1719 — 25 мая 1797), единственный сын Уильяма Уитвелла и Энн Гриффин (ум. 1770)[1];
- 1797—1825: Ричард Гриффин, 2-й барон Брейбрук (при рождении Ричард Алдворт-Невилл; 3 июля 1750 — 28 января 1825), единственный сын Ричарда Невилла Алдворта Невилла (1717—1793)[2];
- 1825—1858: Ричард Гриффин, 3-й барон Брейбрук (26 сентября 1783 — 13 марта 1858), старший сын предыдущего[3];
- 1858—1861: Ричард Корнуоллис Невилл, 4-й барон Брейбрук (17 марта 1820 — 21 февраля 1861), старший сын предыдущего[4];
- 1861—1902: Чарльз Корнуоллис Невилл, 5-й барон Брейбрук (29 августа 1823 — 7 июня 1902), второй сын 3-го барона Брейбрука, младший брат предыдущего[5];
- 1902—1904: Латимер Невилл, 6-й барон Брейбрук (22 апреля 1827 — 12 января 1904), четвёртый сын 3-го барона Брейбрука[6];
- 1904—1941: Генри Невилл, 7-й барон Брейбрук (11 июля 1855 — 9 марта 1941), старший сын предыдущего[7];
- 1941—1943: Ричард Генри Корнуоллис Невилл, 8-й барон Брейбрук (13 июля 1918 — 23 января 1943), старший сын предыдущего[8];
- 1943—1990: Генри Сеймур Невилл, 9-й барон Брейбрук (5 февраля 1897 — 12 февраля 1990), старший сын преподобного достопочтенного Грея Невилла (1857—1920), внук 6-го барона Брейбрука[9];
- 1990—2017: Робин Генри Чарльз Невилл, 10-й барон Брейбрук (29 января 1932 — 5 июня 2017), единственный сын предыдущего[10]
- 2017 — по настоящее врем: Ричард Ральф Невилл, 11-й барон Брейбрук (род. 1977), единственный сын Джорджа Невилла (1943—2004), внук капитана Филиппа Ллойда Невилла (1888—1976), правнук сэра Джорджа Невилла (1850—1923), праправнук Ральфа Невилла-Гренвилла (1817—1886), сына его высокопреподобия достопочтенного Джорджа Невилла-Гренвилла (1789—1854) и внука Ричарда Гриффина, 2-го барона Брейбрука[11];
  - Наследник титула: достопочтенный Эдуард Альфред Невилл (род. 1 декабря 2015), единственный сын предыдущего.